# James Baker
James Addison Baker III (Houston, 28 de abril de 1930)  é um advogado, diplomata e estadista americano. Membro do Partido Republicano, ele serviu como Chefe de Gabinete da Casa Branca e foi Secretário do Tesouro sob o Presidente Ronald Reagan e depois serviu como Secretário de Estado e, novamente, Chefe de Gabinete do Presidente George H. W. Bush.
Nascido em Houston, Baker estudou na Universidade de Princeton antes de servir no Corpo de Fuzileiros Navais. Depois de se formar na faculdade de direito na Universidade do Texas e então buscou uma carreira como advogado. Ele se tornou um amigo próximo de George H. W. Bush e trabalhou na malsucedida campanha de Bush em 1970 para o Senado dos Estados Unidos. Após a campanha, ocupou diversos cargos para o Presidente Richard Nixon. Em 1975, ele foi nomeado subsecretário de Comércio para o Presidente Gerald Ford. Ele serviu até maio de 1976, dirigiu a campanha presidencial de Ford em 1976 e buscou, sem sucesso, se eleger como Procurador-Geral do Texas.
Baker dirigiu ainda a campanha malsucedida de Bush para a indicação presidencial republicana em 1980, mas causou uma impressão favorável no candidato republicano, Ronald Reagan. Reagan nomeou Baker como Chefe de Gabinete da Casa Branca, permanecendo nessa posição até 1985, quando se tornou Secretário do Tesouro. Nessa função, ele firmou o Acordo de Plaza e o "Plano Baker", acordos financeiros internacionais bem sucedidos. Ele renunciou ao cargo de Secretário do Tesouro para administrar a bem-sucedida campanha de Bush à presidência em 1988. Após a eleição, Bush nomeou Baker para o cargo de Secretário de Estado. Nessa função, ajudou a supervisionar a política externa americana durante o fim da Guerra Fria e dissolução da União Soviética, bem como durante a Guerra do Golfo. Após a Guerra do Golfo, Baker serviu novamente como Chefe de Gabinete da Casa Branca, de 1992 a 1993.
Baker permaneceu ativo nos negócios e assuntos públicos após a derrota de Bush no eleição presidencial de 1992. Ele serviu como enviado das Nações Unidas para o Saara Ocidental e depois foi conselheiro para a empresa Enron. Durante a recontagem dos votos na Flórida após a eleição presidencial de 2000, ele gerenciou a equipe jurídica de George W. Bush no estado. Ele atuou como co-presidente do "Grupo de Estudo do Iraque", formado pelo Congresso em 2006 para estudar a situação no Iraque e a guerra por lá. Ele atua no Projeto Justiça Mundial e no Conselho de Liderança Climática. Desde a morte de Henry Kissinger em 2023, ele é atualmente o ex-secretário de Estado dos Estados Unidos mais velho ainda vivo, bem como o primeiro a servir.